# Бріхадратха Маур'я
Бріхадратха (252—180 до н. е.) — останній правитель імперії Маур’їв від 187 до 180 року до н. е. Був убитий своїм «сенапаті» (головнокомандувачем), Пуш'ямітрою Шунгою.

## Життєпис
Коли Бріхадратха вступив на престол, володіння Маур’їв, з часів правління Ашоки зосереджені навколо столиці Паталіпутри, значно скоротились.
180 до н. е. північно-західна Індія (частини сучасних Афганістану й Пакистану) зазнала нападу греко-бактрійського царя Деметрія I. Він установив своє панування в Кабульській Долині та частині Пенджабу (сучасний Пакистан).